# Västra Petermannkjeda
Petermannkjeda är en bergskedja i Antarktis. Den ligger i Östantarktis. Norge gör anspråk på området.